# Cristian Alex
Cristian Alex (født 1. december 1993) er en brasiliansk fodboldspiller.